# 烏拉圭地理
烏拉圭位於南美洲東南部，北鄰巴西，西界阿根廷，東濒大西洋，南临拉普拉塔河。全境面積17.7万平方公里，海岸線長約340公里。西部及南部均為波狀平原，東部及北部則有少數低山分佈，但都在海拔600米以下。烏拉圭水源豐富，境內有很多河流與湖泊。其中，烏拉圭河流經該國西部，為烏拉圭與阿根廷的界河。内格羅河從東北流經該國中部注入烏拉圭河。内格羅水庫為内格羅河上建造的人工湖泊，是南美洲最大的人工湖泊。東部沿海則多為潟湖。

## 氣候
烏拉圭屬副热带湿润氣候，四季分明。1至3月為夏季，氣溫介乎攝氏17至28度之間。7月至9月為冬季，氣溫介乎攝氏6至14度之間。由於地型平坦，缺乏高山作為屏障，境內常受強風吹襲。全年雨水下降量平均為950毫米至1250毫米；平均地分佈在四季。

## 河流
乌拉圭的河流按流域面积计算，可分别为：
1. La Plata，拉普拉塔河，流域面积为11.16万平方公里。占该国面积63.3%。（这里，拉普拉塔河流域不包括圣卢西亚河。但圣卢西亚河也可视为拉普拉塔河流域的一部分。）
2. Patos-Mirim，帕托斯-米林澙湖，3.12万平方公里。
3. Santa Lucía，圣卢西亚河，流域面积为1.42万平方公里。

## 土地
全國可分為四個區域：內陸地區、河堤地區、大蒙得維的亞、以及大西洋沿岸地區。

## 外部連結
- 烏拉圭政府門戶網站